# L'odore del mare
L'odore del mare è un singolo del gruppo musicale italiano Tiromancino, pubblicato il 10 dicembre 2021 come quinto estratto dal tredicesimo album in studio Ho cambiato tante case.

## Descrizione
Il singolo ha visto la partecipazione vocale della cantautrice italiana Carmen Consoli. Gli autori del brano sono Federico Zampaglione, leader dei Tiromancino, Luca Sala, Luigi Sarto e Remo Elia. Parte del testo è ispirata ai versi di “Nella nebbia” di Antonino Reitano (L’Espresso, 2015).

## Video musicale
Il video, diretto da Gian Luca Della Monica, è stato pubblicato in concomitanza del lancio del singolo sul canale YouTube del gruppo e vede protagonista l'attrice Angela Fontana che interpreta una ragazza madre.